# Chytonix ruperti
Chytonix ruperti là một loài bướm đêm trong họ Noctuidae.